# Batalha de Rafa
A Batalha de Rafa, também conhecida como Ação de Rafa, foi a terceira e última batalha para completar a recaptura da península do Sinai pelas forças britânicas durante a Campanha do Sinai e da Palestina durante a Primeira Guerra Mundial, em 9 de janeiro de 1917. A Coluna do Deserto da Força Expedicionária Egípcia (FEE) atacou uma guarnição do exército otomano entrincheirado em El Magruntein, ao sul de Rafa, perto da fronteira entre o Sultanato do Egito e o Império Otomano, ao norte e ao leste do Jeque Zowaiid. O ataque marcou o início da luta no território otomano da Palestina.
Após as vitórias do Império britânico na Batalha de Romani em agosto de 1916 e na Batalha de Magdhaba em dezembro, o Exército Otomano foi forçado de volta ao sul da Palestina, enquanto a FEE empurrou para o leste apoiada por extensas linhas de comunicação. Este avanço dependia da construção de uma linha ferroviária e de um gasoduto. Com o caminho-de-ferro atingindo El Arish em 4 de janeiro de 1917, um ataque contra Rafa pela nova coluna do deserto tornou-se possível. Durante o assalto de um dia, a guarnição otomana defendeu a série de fortalezas e trincheiras fortificadas de El Magruntein em terras elevadas, cercadas de pastagens planas. Eles foram finalmente cercados por soldados da ANZAC. No final da tarde, a Brigada dos Rifles Montados da Nova Zelândia capturou o reduto central e as defesas restantes foram ocupadas pouco depois.